# Amère Victoire (Batman)
Pour les articles homonymes, voir Amère Victoire.
Amère Victoire (Batman: Dark Victory) est un comics américain de Batman en 14 numéros publié par DC Comics. La série est éditée entre 1999 et 2000, et est écrite par Jeph Loeb et dessinée par Tim Sale. C'est la suite de Un long Halloween.
Le récit se déroule principalement entre la troisième et quatrième année d’activités de Batman en tant que justicier. Il se concentre sur une série de meurtres réalisés par le Tueur au Pendu sur lesquels enquêtent les officiers de police de Gotham (GCPD). En parallèle, une guerre de territoire a lieu entre Double-Face et la famille mafieuse Falcone, menée par Sofia Falcone.
L'histoire est aussi une redite des origines du partenaire de Batman, Robin et de son adoption par Bruce Wayne. L'histoire met fin à de nombreux personnages introduits dans Batman : Année Un de Frank Miller. C'est aussi la séquelle au Robin: Année Un, de Chuck Dixon et Scott Beatty.
En 2004, Jeph Loeb et Tim Sale produisent une série dérivée, Catwoman : À Rome (Catwoman: When in Rome), se focalisant sur les mouvements de Catwoman en Italie. L’histoire se déroule durant les évènements d’Amère Victoire, entre la Saint Valentin (départ de Catwoman) et la fête du travail américaine (Labor Day).

## Résumé
Cela fait plusieurs mois que le tueur connu sous le nom de Holiday a été arrêté. Holiday était en fait Alberto, le fils de Carmine Falcone, qui essayait de prouver qu'il était plus que capable de gérer l'entreprise familiale. Janice Porter a remplacé Harvey Dent au poste de Procureur de district et méprise les méthodes de Batman, bien que le Commissaire Gordon essaye de la faire changer d’avis.
Bruce se blâme pour avoir laissé Harvey devenir un vilain et qu’il finisse à l'Asile d'Arkham. Batman devient même plus solitaire, refusant l’assistance de Gordon et de Catwoman.
Janice Porter autorise la libération d’Alberto en résidence surveillée sous la garde de son frère Mario, dans la vieille propriété de leur père. Peu de temps après, le corps de Clancy O'Hara, chef du GCPD, est découvert pendu à un pont de Gotham City. Accroché à sa poitrine un article de journal avec pour titre Holiday libéré ainsi qu’une énigme de pendu écrite dessus.
Batman interroge le Sphinx, le seul qu’Holiday n’a pas tué, mais il assure à Batman qu’il n’a pas la moindre idée du pourquoi Holiday l’a épargné. Dans la propriété des Falcone, Alberto commence à entendre la voix de son père qui lui dit de continuer son travail en tant que Holiday. Peu après, l’ex-commissaire corrompu Gillian B. Loeb est découvert pendu dans les escaliers de son manoir, une autre énigme sur sa poitrine. Un autre officier de police corrompu, l’Inspecteur Flass est retrouvé pendu à l’extérieur d’un Club de strip-tease où il travaillait comme videur. Dès lors, le tueur est surnommé « le Tueur au Pendu ».

## Personnages

### Personnages principaux
- Batman/Bruce Wayne
- Commissaire James Gordon
- Dick Grayson/Robin
- Harvey Dent/Double-Face
- Tueur au Pendu

### Personnages secondaires
- Alberto Falcone
- Alfred Pennyworth
- Barbara Eileen
- Calendar Man
- Edward Nigma
- Gillian B. Loeb
- Jervis Tetch
- Joker
- Jonathan Crane
- Pamela Isley
- Le pingouin
- Selina Kyle/Catwoman
- Solomon Grundy
- Victor Fries

## Thèmes
Dans l’introduction de l’édition reliée, Tim Sale indique qu’il était hésitant de rejoindre Jeph Loeb sur le projet car il considérait Robin comme inutile, en raison de son fort contraste avec la personnalité sombre de Batman. Cependant, Loeb, a insisté que les deux personnages faisant équipe était essentiel à l’histoire. Un thème majeur du récit concerne comment les trois protagonistes de Un Long Halloween se sentent maintenant seuls. Tout au long du livre, Batman lutte contre cette solitude, illustrée par son refus d’accepter l’aide du Commissaire Gordon, ainsi que sa peur d’avoir tort, un effet-secondaire du gaz de la peur de l’Épouvantail. Catwoman gifle même Batman quand il ne montre aucun intérêt de ce qu’il pourrait arriver à Double-Face. Dick Grayson est décrit dans l’histoire comme l’un des seuls liens qui rattache Bruce Wayne à l’humanité. 

## Réaction critique
La réaction critique à Amère Victoire a été principalement positive.
Hilary Goldstein de IGN Comics raconte que "Amère Victoire n’est pas aussi bon que Un Long Halloween" et ajoute qu’il "est trop lourdement dépendant du premier pour s’en affranchir", mais rend hommage à la façon dont Amère Victoire "utilise les évènements de Un Long Halloween" pour explorer plus loin le caractère psychologique du Chevalier Noir" et "ajoute une nouvelle facette au Batman que nous connaissons et aimons tous". Goldstein a classé Amère Victoire no 10 sur une liste des 25 meilleurs romans graphiques de Batman en 2005, mais la liste a été mise à jour depuis et il est maintenant au rang no 7.
Amère Victoire et Un Long Halloween ont servi de source d'inspiration à Christian Bale pour son interprétation du rôle de Bruce Wayne/Batman dans la Trilogie du Dark Knight.

## Éditions
- 2002-2003 : Dark Victory : Semic, collection Semic Books, première édition en quatre volumes[4].
- 2012 : Amère Victoire : Urban Comics, collection DC Essentiels (en un volume)  (ISBN 978-2-3657-7015-6)
- 2014 : Amère Victoire : Urban Comics, collection DC Essentiels (en un volume noir et blanc pour les 75 ans de Batman)  (ISBN 978-2-3657-7517-5)
- 2016 : Amère Victoire : Eaglemoss, collection DC Comics - Le Meilleur des Super-Héros (en 2 volumes) (Absence d'ISBN)

## Prix et récompenses
- 2002 : Prix Eisner de la meilleure réimpression d'album graphique[5].

### Batman: premières années
- Année 1 : Vengeance oblige
- Année 2 : L'Héritage du faucheur
- Année 3 : La boucle est bouclée
- Halloween
- Un long Halloween